# Aprikotieren

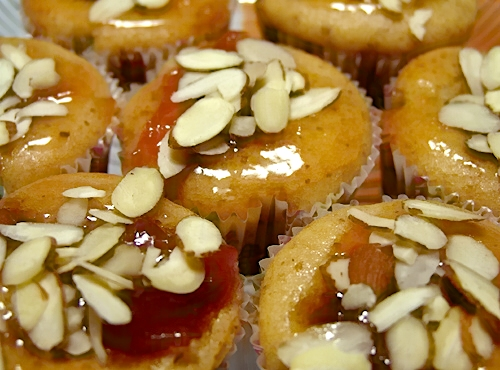
Aprikotierte und anschließend mit aufgestreuten Mandelblättchen garnierte Cupcakes

Das Küchenfachwort Aprikotieren bezeichnet das Bestreichen von meist backofenwarmen Obstkuchen, Hefe- und Plundergebäck mit heißer Konfitüre aus Aprikosen. Die fertige Schicht wird Aprikotur genannt. 
Durch das Aprikotieren erhält das Gebäck einen feinen Glanz, Streuzutaten wie gehackte Mandeln oder Haselnüsse können am Gebäck haften. Eine Aprikotur wird oft als Grundlage für Fondantglasur verwendet, denn sie verhindert den Wasseraustausch zum Gebäck, wodurch die Glasur länger glänzend bleibt.
Die Konfitüre wird, je nach Anwendung, mit Zucker und Wasser aufgekocht.